# Нарва (река, впадает в Японское море)
На́рва (до 1972 года — Сидеми) — река Хасанском районе Приморского края.
Берёт начало у подножия горы Высотной. Впадает в западную часть бухты Нарва (на юго-западе Амурского залива).
Длина реки — 36 км, площадь бассейна 340 км².
В летнее время часты паводки, вызываемые в основном интенсивными продолжительными дождями.
Село Нарва Хасанского района стоит на левом берегу в 6,5 км до устья.